# 1885 Herero
1885 Herero eller 1948 PJ är en asteroid i huvudbältet som upptäcktes den 9 augusti 1948 av den sydafrikanske astronomen E. L. Johnson i Johannesburg. Den har fått sitt namn efter den afrikanska folkgruppen Herero.
Asteroiden har en diameter på ungefär 4 kilometer.